# Ludmila Fajcová
Ludmila Fajcová (22. ledna 1922 – 21. května 1945 Terezín) byla diplomovaná zdravotní sestra oční kliniky Vinohradské nemocnice v Praze. Od začátku května 1945 působila jako vrchní sestra nemocnice bývalého koncentračního tábora Terezín, kde se s dalšími zdravotníky a sestrami snažili zabránit šíření epidemie skvrnitého tyfu a zachránily nakažené propuštěné vězně. Nakonec se ale sama nakazila a nemoci v Terezíně podlehla. Spolu s medikem Jindřichem Brůčkem a studující sestrou Boženou Jandlovou patřila k obětem epidemie z řad nasazených zdravotníků.

## Život

### Mládí
Narodila se 22. ledna 1922. Vychodila dvouletou ošetřovatelskou školu při pražské Všeobecné fakultní nemocnici, posléze nastoupila jako sestra na oční oftalmologické oddělení Vinohradské nemocnice. V mládí přišla o otce. Během války byl její jediný bratr Vladimír Fajc zatčen a posléze zemřel 3. března 1945 v koncentračním táboře Mauthausen.

### Záchranná akce v Terezíně
Dne 3. května 1945 vydala zdravotně-sociální komise České národní rady naléhavou žádost o vyslání sester do koncentračního tábora v Terezíně, kde řádil skvrnitý tyfus. Nemoc se nejen rychle přenášela, ale také hrozilo, že dojde k jejímu rozšíření až za hranice Terezína. Bylo nutné tam poslat co nejvíce zdravotníků a sester a celá akce byla dobrovolná, protože šlo o životy. Navíc nikdo z dívek nebyl proti nemoci očkovaný. Přesto do Terezína odjela spolu s lékaři a mediky také řada zdravotních sester, včetně Fajcové, a také celý absolventský ročník studentek ošetřovatelské školy. Fajcová zde byla jmenována jednou z vrchních sester nemocnice.
Ještě ten samý den se většina sester vrhla do práce. Nejdřív vůbec musely roztřídit živé a mrtvé, pak až mohlo následovat odvšivování a dezinfekce. Měly ale velmi málo hygienických prostředků, nebyly tam žádné obvazy ani léky. Sestry odvšivovala a starala se o vězně až 14–16 hodin denně. Pomalu jim docházely síly a nutně potřebovaly další pomocné síly. Druhá parta dívek, která měla vyjet 5. května, se však zpozdila. Mezitím totiž v Praze vypuklo Pražské povstání a sestry ošetřovaly v nemocnicích zraněné. Po osvobození Terezína 8. května sovětskými vojsky ale utrpení pro vězně neskončilo. Z Terezína se stala jedna velká nemocnice. Od 15. do 20. května bylo hospitalizováno přes 2000 osob.

### Úmrtí
Fajcová se však nemocí sama nakazila, pravděpodobně právě v období největšího vytížení terezínského tábora. I přes usilovnou péči zdravotnického personálu nemoci 21. května zemřela. Pohřbena byla v hrobě nedaleko hrobky Slavín na Vyšehradském hřbitově.

### Konec epidemie
V druhé polovině května klesla epidemická křivka a 13. června byla vyhlášeno, že epidemie byla zdolána. Celkový počet nakažených se odhaduje na 3500, přičemž 502 osob zemřelo.  Patří do nich i 15 lékařů, 15 ošetřovatelek a 13 pomocníků z odvšivovacích stanic.

### Ocenění
Ludmia Fajcová byla v květnu 1946 oceněna Československým válečným křížem 1939 in memoriam, spolu s dalšími dvěma mladými osobnostmi, které v Terezíne na tyfus zemřely: medikem Jindřichem Brůčkem (1914–1945) a dvacetiletou Boženou Jahnlovou, studentkou ošetřovatelské školy.